# Lydia Ludic Burundi Académic FC
Lydia Ludic Burundi Académic FC w skrócie LLB Académic FC – burundyjski klub piłkarski grający w drugiej, a niegdyś w burundyjskiej pierwszej lidze, mający siedzibę w mieście Bużumbura.

## Sukcesy
- I liga[1]:
  - mistrzostwo (1): 2013/2014
  - wicemistrzostwo (1): 2010/2011

- Puchar Burundi[2]:
  - zwycięstwo (3): 2011, 2012, 2014

## Występy w afrykańskich pucharach
| Sezon | Rozgrywki           | Runda    | Kraj                          | Klub            | Dom | Wyjazd | Dwumecz      |
| ----- | ------------------- | -------- | ----------------------------- | --------------- | --- | ------ | ------------ |
| 2012  | Puchar Konfederacji | wstępna  | Gwinea Równikowa              | Atlético Semu   | 3–0 | 2–0    | 5–0          |
| 2012  | Puchar Konfederacji | 1        | Egipt                         | ENPPI Club      | 1–1 | 1–4    | 2–5          |
| 2013  | Puchar Konfederacji | wstępna  | Rwanda                        | Police FC       | 1–0 | 1–1    | 2–1          |
| 2013  | Puchar Konfederacji | 1        | Demokratyczna Republika Konga | DC Motema Pembe | 2–0 | 0–1    | 2–1          |
| 2013  | Puchar Konfederacji | 2        | Wybrzeże Kości Słoniowej      | ASEC Mimosas    | 1–0 | 0–1    | 1–1 (k. 4–2) |
| 2013  | Puchar Konfederacji | play-off | Mali                          | Stade Malien    | 0–1 | 0–5    | 0–6          |
| 2015  | Liga Mistrzów       | wstępna  | Angola                        | Kabuscorp SC    | 0–0 | 0–1    | 0–1          |
| 2018  | Liga Mistrzów       | wstępna  | Rwanda                        | Rayon Sports FC | 0–1 | 1–1    | 1–2          |

## Stadion
Domowe mecze klub rozgrywa na stadionie o nazwie Stade Intwari w Bużumburze, który może pomieścić 22000 widzów.

## Reprezentanci kraju grający w klubie od 2010 roku
Stan na maj 2023.
| - Fiston Abdul Razak - MacArthur Arakaza - Franck Barirengako - Hassan Bizimana - Iddy Saidi Djuma - Gaël Duhayindavyi - Divin Gateretse - Célestin Habonimana - Issa Hakizimana - Moussa Harerimana - Rashid Léon Harerimana - Didier Kavumbagu - Fataki Kiza - Banga Lewis Kubi - Haruna Manirakiza - Abdallah Masudi - Innocent Mbonihankuye - Moussa Mossi - Derrick Mukombozi | - Hemedy Murutabose - Fabien Mutombora - Manou Mvuyekure - Claude Ndarusanze - Chancel Ndaye - Floribert Ndayisaba - Abdoul Ndayishimiye - Christophe Ndayishimiye - Trésor Ndikumana - Yussuf Ndikumana - Alain Bangama Ndizeye - Seif Ndizeye - Eric Ndoriyobija - Christophe Nduwarugira - Athanase Nyabenda - Stéphane Rugonumugabo - Jules Ulimwengu - Boniphace Maganga - Dan Wagaluka |